# Elezioni regionali in Trentino-Alto Adige del 1998
Le elezioni regionali in Trentino-Alto Adige del 1998 per il rinnovo del Consiglio Regionale si tennero il 22 novembre. L'affluenza fu dell'82,47%.
La Südtiroler Volkspartei (SVP) e la Civica Margherita sono risultati i due partiti più votati a livello regionale. L'SVP ha mantenuto la sua maggioranza assoluta nel Consiglio della Provincia autonoma di Bolzano, mentre la Civica Margherita è diventato il primo partito nella Provincia autonoma di Trento. La fine della DC, permanendo il sistema proporzionale, creò uno sciame di partitini post-democristiani. Dopo le elezioni l'SVP, il PATT, la Margherita e i DS hanno formato una coalizione per il governo della Regione guidata da Margherita Cogo, la prima e unica donna e la prima ed unica esponente di sinistra alla presidenza nella storia della Regione. Luis Durnwalder (SVP) e Lorenzo Dellai (Margherita) sono stati eletti rispettivamente Presidenti delle due Province autonome.

## Risultati
| Liste                                                      | Voti                | %                   | Seggi               |
| Riepilogo regionale                                        | Riepilogo regionale | Riepilogo regionale | Riepilogo regionale |
| ---------------------------------------------------------- | ------------------- | ------------------- | ------------------- |
| Südtiroler Volkspartei                                     | 171.833             | 29,21               | 21                  |
| Civica Margherita                                          | 62.684              | 10,66               | 8                   |
| Democratici di Sinistra del Trentino                       | 38.117              | 6,48                | 5                   |
| Partito Autonomista Trentino Tirolese                      | 35.281              | 6,00                | 4                   |
| Forza Italia - Centro Cristiano Democratico                | 33.320              | 5,67                | 4                   |
| Unione Popolare Democratica - Il Centro                    | 29.600              | 5,03                | 4                   |
| Alleanza Nazionale - I Liberali                            | 29.292              | 4,98                | 3                   |
| Lega Nord Trentino                                         | 24.941              | 4,24                | 3                   |
| Verdi-Grüne-Vërc                                           | 19.696              | 3,35                | 2                   |
| Alleanza Nazionale                                         | 17.118              | 2,91                | 2                   |
| Union für Südtirol                                         | 16.607              | 2,82                | 2                   |
| Trentino Domani                                            | 14.685              | 2,50                | 2                   |
| Lista Civica - Forza Italia - Centro Cristiano Democratico | 11.345              | 1,93                | 1                   |
| Verdi - Partito della Rifondazione Comunista               | 11.170              | 1,90                | 1                   |
| Ladins - Demokratische Partei Südtirol                     | 11.028              | 1,87                | 1                   |
| Autonomia Integrale - FAR                                  | 10.732              | 1,82                | 1                   |
| Centrosinistra - Mitte Links                               | 10.530              | 1,79                | 1                   |
| Popolari - Alto Adige Domani                               | 8.239               | 1,40                | 1                   |
| Die Freiheitlichen                                         | 7.543               | 1,28                | 1                   |
| Fiamma Tricolore - Unitalia                                | 6.241               | 1,06                | 1                   |
| Rinnovamento Italiano                                      | 6.188               | 1,05                | 1                   |
| Unione Democratica Altoatesina - Il Centro                 | 5.340               | 0,91                | 1                   |
| Partito della Rifondazione Comunista                       | 4.129               | 0,70                | -                   |
| Lega Nord Alto Adige Südtirol                              | 2.606               | 0,44                | -                   |
| Totale                                                     | 588.265             |                     | 70                  |
| Provincia autonoma di Trento                               |                     |                     |                     |
| Civica Margherita                                          | 62.684              | 22,02               | 8                   |
| Democratici di Sinistra                                    | 38.117              | 13,39               | 5                   |
| Partito Autonomista Trentino Tirolese                      | 35.281              | 12,39               | 4                   |
| Forza Italia - Centro Cristiano Democratico                | 33.320              | 11,71               | 4                   |
| Unione Popolare Democratica - Il Centro                    | 29.600              | 10,40               | 4                   |
| Lega Nord Trentino                                         | 24.941              | 8,76                | 3                   |
| Alleanza Nazionale                                         | 17.118              | 6,01                | 2                   |
| Trentino Domani                                            | 14.685              | 5,16                | 2                   |
| Verdi – Partito della Rifondazione Comunista               | 11.170              | 3,93                | 1                   |
| Autonomia Integrale - FAR                                  | 10.732              | 3,77                | 1                   |
| Rinnovamento Italiano                                      | 6.188               | 2,17                | 1                   |
| Fiamma Tricolore - Unitalia                                | 822                 | 0,29                | -                   |
| Totale                                                     | 284.658             |                     | 35                  |
| Provincia autonoma di Bolzano                              |                     |                     |                     |
| Südtiroler Volkspartei                                     | 171.833             | 56,60               | 21                  |
| Alleanza Nazionale - I Liberali                            | 29.292              | 9,65                | 3                   |
| Verdi-Grüne-Vërc                                           | 19.696              | 6,49                | 2                   |
| Union für Südtirol                                         | 16.607              | 5,47                | 2                   |
| Lista Civica - Forza Italia – Centro Cristiano Democratico | 11.345              | 3,74                | 1                   |
| Ladins - Demokratische Partei Südtirol                     | 11.028              | 3,63                | 1                   |
| Centrosinistra - Mitte Links (DS - SDI - PRI)              | 10.530              | 3,47                | 1                   |
| Popolari - Alto Adige Domani                               | 8.239               | 2,71                | 1                   |
| Die Freiheitlichen                                         | 7.543               | 2,48                | 1                   |
| Fiamma Tricolore - Unitalia                                | 5.419               | 1,78                | 1                   |
| Unione Democratica Altoatesina - Il Centro                 | 5.340               | 1,76                | 1                   |
| Partito della Rifondazione Comunista                       | 4.129               | 1,36                | -                   |
| Lega Nord Alto Adige Südtirol                              | 2.606               | 0,86                | -                   |
| Totale                                                     | 303.607             |                     | 35                  |